# ビッグ・ウェイブ (映画)
『ビッグ・ウェイブ』 (原題：Big Wave）は、1984年に公開されたアメリカ・日本合作のドキュメンタリー映画である。

## 概要
オアフ島のノースショアを中心に、マウイ、アメリカ西海岸など、サマースポーツのメッカで巨大な波に挑むサーファーや、ウィンドサーファー、ヨットマン達の姿を捉えたドキュメンタリー。
取り上げられているスポーツは、サーフィンとウィンドサーフィンを中心に、ヨット、水上スキー、パラグライダー、サンド・スキー、バイク・ライディングなど。人々がレジャーを楽しむリアルな姿を、遊びの爽快さや危険さなど多面的な視点から記録している。
山下達郎が初めて映画音楽を担当した作品であり、同名のサウンドトラックは49.5万枚を売り上げるヒットを記録している。

## スタッフ
- 監督：ウォルター・マルコネリー
- 脚本：ジェフ・ディテイル、バリー・オブライエン、ウォルター・マルコネリー
- 製作：リー・E・フォークナー
- 製作総指揮：ヒロ・フルカワ（古川博三）
- 音楽：山下達郎、パイナップルボーイズ
- 撮影：ビル・デラニー
- 編集：マイク・マルコネリー、キャリー・ネルソン、ウォルター・マルコネリー
- ナレーター：ピーター・ダウネンド